# Estadio Zvezda
El estadio Zvezdá (en ruso: Стадион «Звезда») es un estadio multiusos de la ciudad de Perm, Rusia. El estadio fue inaugurado el 5 de junio de 1969, tiene capacidad para 17 000 espectadores y sirve, principalmente, para la práctica del fútbol. En el estadio disputa sus partidos como local el FC Amkar Perm.
Durante la era soviética, el estadio fue llamado Lenin Komsomol (en ruso: Стадион им. Ленинского комсомола) hasta 1992, año en que cambió a su denominación actual. En 1985 se realizó la primera remodelación del estadio y la última fue en 2009, cuando la UEFA otorgó dos estrellas al estadio. En 2005, y debido a las duras condiciones invernales, el césped fue reemplazado totalmente por uno artificial.